# Eunice Barber
Eunice Barber (* 17. November 1974 in Freetown) ist eine ehemalige französische Leichtathletin sierra-leonischer Herkunft.
Zum ersten Mal 1990 kam sie durch die Unterstützung eines französischen Entwicklungshilfeprogramms nach Frankreich. Als in ihrer Heimat ein Bürgerkrieg ausbrach, entschied sie sich, für immer nach Frankreich zu kommen, und wurde 1999 eingebürgert. Für Sierra Leone startete sie bei den Weltmeisterschaften 1995 in Göteborg und wurde Vierte im Siebenkampf. Im gleichen Jahr gewann sie bei den Afrikaspielen für Sierra Leone Gold im Weitsprung. Bei den Olympischen Spielen 1996 in Atlanta wurde sie für Sierra Leone Fünfte im Siebenkampf und war bei der Eröffnungsfeier Fahnenträgerin ihres Heimatlandes. Ihren ersten internationalen Wettkampf für Frankreich bestritt sie bei den Weltmeisterschaften 1999 in Sevilla und wurde gleich Weltmeisterin. In demselben Jahr wurde sie von der Sportzeitung L’Équipe zu Frankreichs Sportlerin des Jahres („Champion des champions“) gewählt.
Bei den Weltmeisterschaften 2003 in Paris lieferte sie sich einen spannenden Wettkampf mit Carolina Klüft, dem Jungstar der Leichtathletik aus Schweden. Als Favoritin gestartet, gewann sie hinter Klüft die Silbermedaille. Überraschend gewann sie bei diesen Weltmeisterschaften die Goldmedaille im Weitsprung.
Verletzungsbedingt konnte sie nicht bei den Olympischen Spielen 2004 in Athen antreten. 2005 meldete sie sich jedoch mit einer persönlichen Bestleistung bei einem Siebenkampf-Meeting im französischen Arles eindrucksvoll zurück. Sie erzielte hier 6889 Punkte und galt bei den Weltmeisterschaften 2005 in Helsinki als größte Konkurrentin der Olympiasiegerin Carolina Klüft, was sie am ersten Tag des Wettkampfes bestätigen konnte. Vor den letzten drei Wettkämpfen am 7. August führte sie mit nur 2 Punkten Vorsprung und vor dem abschließenden 800-Meter-Lauf hatte sie 15 Punkte Rückstand auf Klüft, so dass es zu einem Showdown über 800 Meter kam. Barber war den Lauf sehr mutig mit hohem Tempo angegangen und hatte sich bis 200 Meter vor dem Ziel einen Vorsprung herausgearbeitet, der zum Weltmeistertitel gereicht hätte. Mit einem furiosen Endspurt der Schwedin und dem Nachlassen der eigenen Kräfte verlor sie jedoch noch den Lauf und gewann die Silbermedaille mit 53 Punkten Rückstand. Bei diesen Weltmeisterschaften konnte sie 3 Tage später eine Bronzemedaille im Weitsprung erringen.
Am 18. März 2006 wurde sie nach einem Verkehrsdelikt in Paris von Polizeieinheiten verhaftet und so schwer verletzt, dass sie für eine Woche arbeitsunfähig geschrieben wurde. Auf einem Amateurvideo ist zu sehen, wie sie von einem halben Dutzend Polizisten auf die Motorhaube ihres Wagens und dann zu Boden gedrückt wird. Dabei sollen laut Barber rassistische Äußerungen gefallen sein. Umgekehrt bezichtigte die Polizei Barber des Widerstands gegen die Staatsgewalt. Eine unabhängige Untersuchungskommission kam Anfang 2007 zu dem Schluss, dass die Version der Polizisten unglaubwürdig sei. Auch in der Folgezeit erhärteten sich die Vorwürfe gegen Barber nicht; dennoch weigerte sich die Justiz, ein Ermittlungsverfahren gegen die beteiligten Polizisten einzuleiten.
Nicht nur dieser Vorfall, sondern auch Verletzungen warfen Barber in der Folgezeit zurück. Bei den Europameisterschaften 2006 in Göteborg musste sie den Siebenkampf wegen einer Hüftverletzung bereits nach zwei Disziplinen aufgeben. 2007 und 2008 konzentrierte sie sich auf den Weitsprung, schied aber bei den Weltmeisterschaften 2007 in Osaka in der Qualifikation aus. 2008 gelang es ihr nicht, sich für die Olympischen Spiele in Peking zu qualifizieren.